# مارك دورسي
مارك دورسي (بالإنجليزية: Marc Dorsey)‏ هو مغني أمريكي، ولد في 1973.

## وصلات خارجية
- مارك دورسي على موقع ميوزك برينز (الإنجليزية)
- مارك دورسي على موقع ديسكوغز (الإنجليزية)